# Putsch in Thailand 1947

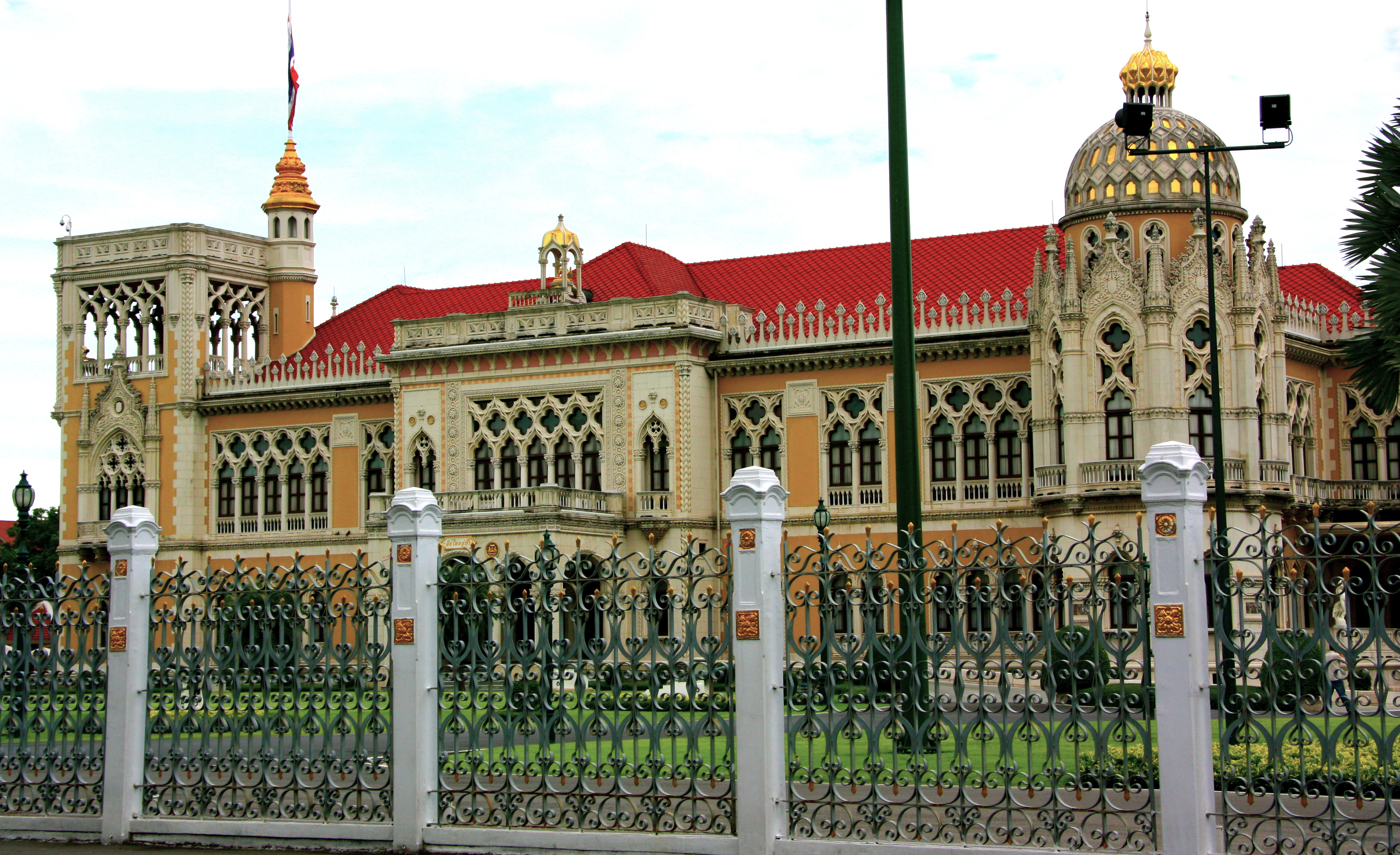
Das Regierungsgebäude in Bangkok wurde am 8. November 1947 von den putschenden Truppen gestürmt.

Am 8. November 1947 fand ein Putsch in Thailand statt. Dabei wurde die zivile Regierung unter Thawan Thamrongnawasawat (Thamrong) unblutig von einem Zusammenschluss mehrerer einflussreicher Offiziere des Heeres gestürzt. Nach einer dreijährigen konstitutionell-demokratischen Phase war das Land instabil und vor dem Hintergrund von Korruption, wirtschaftlicher Unsicherheit und dem unaufgeklärten Tod von König Ananda Mahidol in einer Krise. Dies nutzten führende Kreise in der Armee, um zurück an die politische Macht zu gelangen. Nach dem Putsch wurde Feldmarschall Phibunsongkhram (Phibun) erneut Ministerpräsident und das Militär war wieder im Zentrum der Macht. Die Rolle des Parlaments, die Bedeutung der Verfassung und die Entwicklung der Parteienvielfalt waren im Ergebnis des Staatsstreichs auf viele Jahre stark beeinträchtigt.

## Situation

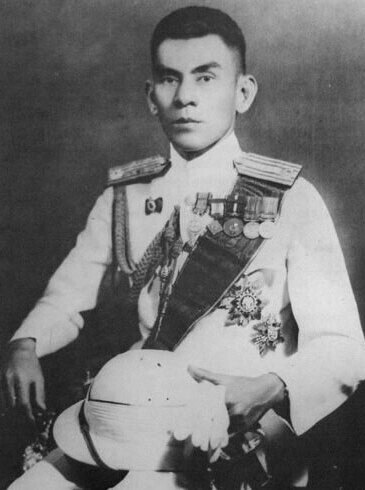
Thawan Thamrongnawasawat, Ministerpräsident bis zum Putsch 1947

Nach dem sich abzeichnenden Sieg der Alliierten im Zweiten Weltkrieg waren Feldmarschall Phibunsongkhram und seine Militärregierung 1944 von der Macht abgelöst worden und eine zivile Regierung ins Amt gekommen, in der Pridi Phanomyong die wichtigste Rolle spielte. Es regierten nun Vertreter der Seri-Thai-Bewegung in einem Bündnis von progressiven Liberalen mit konservativen Royalisten, die eine prowestliche Haltung während des Zweiten Weltkriegs und die Ablehnung von Phibun und seinem militärischen Netzwerk einte. Der Feldmarschall wurde nach seiner Pro-Japan-Politik als Kriegsverbrecher angeklagt und verurteilt, nach fünf Monaten im Gefängnis aber wieder freigelassen.
In dieser Zeit gab es zwar Parteienpluralismus und ein frei gewähltes Parlament, aber auch politische Instabilität und Korruption. Pridis Liberale und das royalistisch-konservative Lager waren bald auseinandergefallen und hatten sich zerstritten. Während dieser dreijährigen Phase konstitutioneller Demokratie war die bislang dominierende Armee kaum an der Regierung beteiligt. 1946 verabschiedete die Regierung eine neue Verfassung, die Staatsbedienstete (also auch Angehörige der Streitkräfte) von politischen Ämtern ausschließen sollte. Damit mussten die Militärs befürchten, endgültig von der politischen Macht verdrängt zu werden.
Vor dem Putsch geriet das Land in eine Krise. Diese ergab sich aus einer Reihe von Finanzskandalen, Inflation, Berichten über verbreitete Korruption, Vorteilsnahme und Schmuggel. Dazu kam der nicht aufgeklärte Tod des Königs Ananda Mahidol am 9. Juni 1946 und Gerüchte über eine Verwicklung Pridis, der in den 30er Jahren als antimonarchistisch galt, in diesen. Im beginnenden Kalten Krieg wurden dem liberalen „Elder Statesman“, der antikoloniale Befreiungsbewegungen in den südostasiatischen Nachbarländern unterstützte, ein Verlassen des prowestlichen Kurses und sogar Nähe zum Kommunismus vorgeworfen. Pridi trat im August 1946 zurück und übergab die Regierungsführung Thamrong. Die zivile Regierung blieb ohne starke Führung. Diese instabile Situation nutzte das Militär, um wieder die Macht zu übernehmen.

## Handlungsträger

Feldmarschall Phibunsongkhram, ranghöchster Offizier, der den Putsch unterstützte

Der Putsch wurde von der „Coup-Gruppe“, die größtenteils aus Heeresoffizieren bestand, getragen. Die Marineführung stand überwiegend dem amtierenden Ministerpräsidenten Thamrong nahe oder lehnte Phibun ab. Phibun selbst nahm zwar nicht an dem Putsch teil, stand aber hinter der Idee und wurde, als höchstrangiger Militär des Landes, aus Prestigegründen in den Staatsstreich einbezogen. Die eigentlichen Führer des Umsturzes waren Generalleutnant Phin Choonhavan, der Kommandant der bedeutenden Ersten Heeresdivision mit Quartier in Bangkok, daneben die Obersten Kat Katsongkhram, Khun Jamnong Phumiwet und Nom Ketnut. Phin war ein Vertrauter Phibuns und der Schwiegervater von Oberst Phao Siyanon, dem späteren Generaldirektor der Polizei, der ebenfalls aktiv am Putsch teilnahm.
Für die notwendige Unterstützung bei den Truppen sorgte eine Gruppe Offiziere auf Ebene der Regiments- und Bataillonskommandeure. Die wichtigsten darunter waren Oberst Sarit Thanarat und die Oberstleutnants Thanom Kittikachorn, Praphas Charusathien und Praesert Ruchirawongs. Diese gewannen in der Zeit nach dem Putsch massiv an Einfluss und übernahmen nach einem erneuten Putsch 1957 die Macht im Land, das sie bis 1973 beherrschten. Daneben beteiligten sich die Kommandeure des gepanzerten Regiments, des Luftabwehrregiments und der ersten Kavallerieschwadron. Die Teilnahme der Befehlshaber der entscheidenden, in Bangkok stationierten, Einheiten sicherte den Erfolg des Coups.
Khuang Aphaiwong, der Vorsitzende der royalistisch-konservativen Demokratischen Partei, der 1946 von Pridi Phanomyong als Ministerpräsident abgelöst worden war, billigte die Entmachtung der Regierung ebenfalls. Nach dem Sturm der Truppen auf das Regierungsgebäude floh Pridi, mit der Hilfe britischer und amerikanischer Marineattachés, ins Ausland.
Prinz Rangsit Prayurasakdi, der als Regent den noch in der Schweiz studierenden König Bhumibol Adulyadej vertrat, akzeptierte in dessen Namen das Ergebnis des Putsches binnen weniger als 24 Stunden. Auch Bhumibol selbst billigte den Putsch ausdrücklich. In einem Brief an die Coup-Gruppe vom 25. November schrieb er: „Diejenigen, die diese Operation ausgeführt haben, begehren die Macht nicht in ihrem eigenen Interesse, sondern beabsichtigen nur die neue Regierung zu stärken, die die Nation zu Wohlstand führen und alle Missstände beseitigen wird, die [das Volk] gegenwärtig erleidet.“ So berichtete auch der damalige britische Botschafter in Thailand, Sir Geoffrey Thompson, kurz nach dem Putsch, dass es sich bei diesem nicht so sehr um eine Machtergreifung Phibuns, sondern vielmehr um eine „rechte Bewegung mit Unterstützung der Königsfamilie“ handelte.

## Motivation
Die Streitkräfte handelten aus einer empfundenen Demütigung heraus, die die abrupte Demobilisierung durch die zivile Regierung nach Kriegsende und die versuchte Unterbindung ihres politischen Einflusses durch die Verfassung von 1946 darstellte. Der amerikanische Politikwissenschaftler David Wilson erklärte den Putsch von 1947 mit dem Wunsch der Militärs, „die Ehre der Armee“ wiederherzustellen, die in ihrer Wahrnehmung zuvor „mit Füßen getreten“ worden war. Demütigend war wohl auch die Verbindung der Armee mit der Verliererseite im Zweiten Weltkrieg, da Phibun sich mit den Japanern verbündet hatte und aus diesem Grund entmachtet worden war. Im Militär war das Gefühl verbreitet, der patriotische Beitrag der Streitkräfte werde nicht angemessen gewürdigt. Die Putschisten sahen, da die Armee zum ersten Mal seit 1933 nicht die entscheidende Rolle in der Politik Thailands spielte, die „Integrität“ der Streitkräfte in Gefahr.
Aus Sicht der Putschisten war ihre Machtübernahme allerdings im nationalen Interesse erforderlich. Sie rechtfertigten ihr Eingreifen mit einer nie dagewesenen Notlage, die die wirtschaftliche Grundlage und die Lebensbedingungen des Volkes ernsthaft beeinträchtigte. Sie behaupteten, ausschließlich gehandelt zu haben, um ein drohendes Auswachsen zur Katastrophe rechtzeitig abzuwenden. Zudem erklärten sie, die Macht übernommen zu haben, um mit der „Unehrlichkeit und den verschiedenen Übeln“ der bis dahin Regierenden aufzuräumen. Laut Feldmarschall Phibun wollte die „öffentliche Meinung (...) einen Wechsel und da das nicht mit verfassungsmäßigen Mitteln erreicht werden konnte, die ehemalige Regierung eine Mehrheit im Parlament hatte, entschieden wir, sie loszuwerden.“ Neben dem „nationalen Interesse“ sind aber auch die individuellen Interessen der Putschisten zu sehen, die sich erhofften, durch die Teilnahme ihre Karrieren zu beschleunigen – zu Recht, wie sich nach dem erfolgten Coup zeigte.

## Ergebnis

Khuang Aphaiwong, kurzzeitig ziviler Ministerpräsident nach dem Putsch

Vorübergehend wurde nach dem Putsch, als Zugeständnis an das westliche Ausland, der konservative Royalist Khuang Aphaiwong nochmals als Ministerpräsident eingesetzt. Nachdem seine Demokratische Partei die Wahlen im Januar 1948 gewonnen hatte, während die Thammathipat-Partei von Feldmarschall Phibun enttäuschte, ließ das Militär Khuang fallen. Unter Drohung mit abermaliger Gewalt übernahm Phibun im April 1948 selbst wieder das Ministerpräsidentenamt. Armee und Polizei begannen, Jagd auf „Linke“, zu denen sie auch Anhänger Pridis zählten, zu machen. Phibuns Regierung konnte nun die Unterstützung der Vereinigten Staaten für sich gewinnen. Sie stellte die unter Pridi begonnene thailändische Unterstützung für antikoloniale Bestrebungen in Indochina ein und stand im beginnenden Kalten Krieg treu und unkritisch an der Seite Washingtons.
Der erfolgreiche Putsch von 1947 markierte einen nachhaltigen Bedeutungsverlust des thailändischen Parlaments (Nationalversammlung) als politisches Entscheidungsgremium. Auch die Rolle der Verfassung als Grundlage und Rahmen des politischen Handelns, die nur in einem besonderen Verfahren geändert werden kann, wurde durch ihre Außerkraftsetzung durch die Putschisten auf Dauer gemindert. Durch die Entmachtung des Mehrparteiensystems wurde die Entwicklung von Parteien langfristig erstickt. Da offensichtlich nicht das Kräfteverhältnis der Parteien, sondern militärische Macht die entscheidende Größe war, gaben die bestehenden Parteien es praktisch auf, sich weiterhin um Mitglieder zu bemühen. Dass der Regierungswechsel nicht auf parlamentarischem Wege, sondern durch militärische Macht vonstattenging, bestätigte das in der thailändischen Gesellschaft verankerte Konzept, dass Macht Macht legitimiert, wer also Macht besitzt, diese auch verdient.
Daneben hatte der Putsch auch persönliche Konsequenzen und solche für das Verhältnis der unterschiedlichen Kreise innerhalb des Militärs. Nach dem Erfolg des von Heeresoffizieren betriebenen Putsches und der Rückkehr Phibuns an die Regierungsspitze, wurden auch hauptsächlich Heeresoffiziere mit einflussreichen Posten, in der militärischen wie in der politischen Führung, bedacht. Feldmarschall Phibunsongkhram gelangte drei Jahre nach seiner Entmachtung wieder ins Zentrum der politischen Herrschaft. Pridi Phanomyong dagegen wurde forthin von jeglichem Einfluss ausgeschlossen. Die jüngeren an dem Putsch beteiligten Offiziere – um Sarit, Thanom und Praphas – wurden in ihren Karrieren erheblich befördert. Sie gewannen durch ihn auch maßgeblich an wirtschaftlichem Einfluss.